# 지문

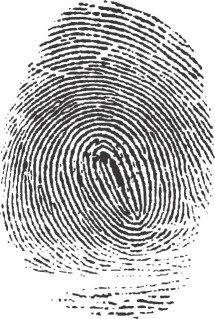
지문

지문(指紋, 문화어: 손가락무늬, 영어: Fingerprint)은 사람 손가락의 마찰능선이 남긴 흔적이다. 범죄 현장에서 부분 지문을 발견하는 것은 법과학의 중요한 방법이다. 손가락의 습기와 기름기는 유리나 금속 같은 표면에 지문을 남긴다. 손가락 마찰능선 꼭대기에서 잉크나 다른 물질을 종이와 같은 매끄러운 표면에 옮겨 의도적인 전체 지문 흔적을 얻을 수 있다. 지문 기록에는 일반적으로 손가락과 엄지손가락의 마지막 관절 패드에서 얻은 흔적이 포함되지만, 지문 카드에는 일반적으로 손가락 하위 관절 부위의 일부도 기록된다.
인간의 지문은 상세하고, 고유하며, 변경하기 어렵고, 개인의 평생 동안 변하지 않아 인간 신원의 장기적인 표식으로 적합하다. 경찰이나 다른 당국이 신분을 숨기려는 개인을 식별하거나, 자연재해 발생 후처럼 무력화되거나 사망하여 스스로 신원을 밝힐 수 없는 사람들을 식별하는 데 사용될 수 있다.
지문의 증거로서의 사용은 학자, 판사, 언론에 의해 이의가 제기되었다. 지점 계산 방법에 대한 통일된 기준이 없으며, 학자들은 지문 일치 시 오류율이 충분히 연구되지 않았고 지문 증거에 확실한 통계적 근거가 없다고 주장했다. 전문가들이 맥락과 같은 외부 정보에 오도되지 않고 지문의 특징 정보에 객관적으로 집중할 수 있는지에 대한 연구가 진행되었다.

## 생물학

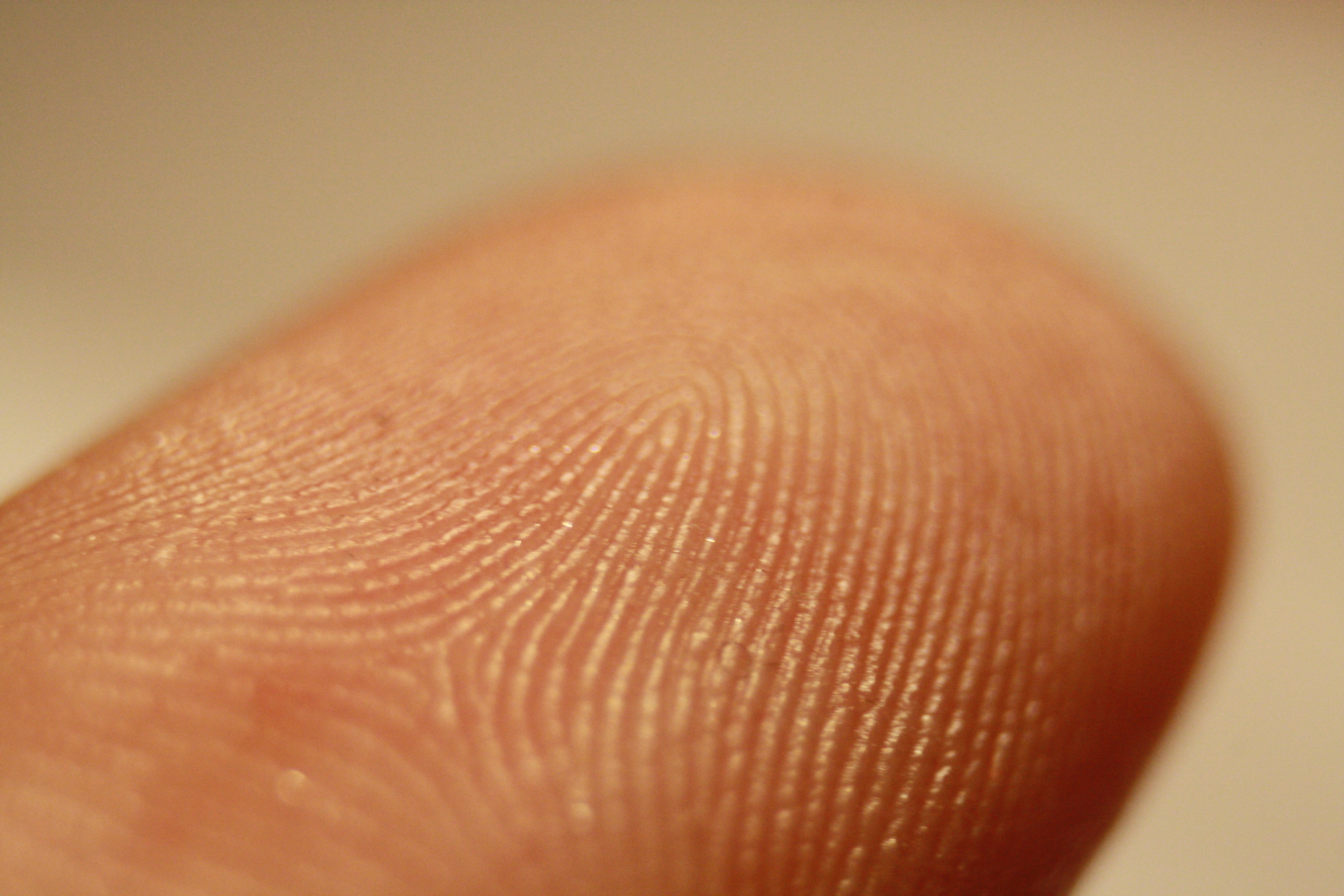
손가락의 마찰능선

지문은 사람의 손가락에 있는 마찰능선이 표면에 남긴 흔적이다. 두 지문을 일치시키는 것은 가장 널리 사용되고 신뢰할 수 있는 생체인식 기술 중 하나이다. 지문 일치는 지문의 명확한 특징만을 고려한다.
지문의 구성은 물(95%-99%)과 유기 및 무기 성분으로 이루어져 있다. 유기 성분은 아미노산, 단백질, 포도당, 락타아제, 요소, 피루브산, 지방산 및 스테롤로 구성된다. 염화물, 나트륨, 칼륨 및 철과 같은 무기 이온도 존재한다. 화장품의 기름, 약물 및 그 대사 산물, 음식 잔류물과 같은 다른 오염 물질도 지문 잔류물에서 발견될 수 있다.
마찰능선은 손가락과 발가락, 손바닥 또는 발의 발바닥에 있는 표피의 융기된 부분으로, 하나 이상의 연결된 마찰능선 피부 단위로 구성된다. 이들은 진피의 유두진피와 표피의 유두 사이의 기저 인터페이스로 인해 발생하는 "표피 능선"으로 알려져 있다. 이러한 고유한 특징은 태아 발달 약 15주경에 형성되어 사후 부패가 시작될 때까지 유지된다. 태아 발달 중 임신 약 13주경에 진피 옆 표피 바닥에 선반 모양의 구조가 형성된다. 이 선반을 따라 있는 세포들이 빠르게 증식하기 시작한다. 이 빠른 증식은 1차 및 2차 능선을 형성한다. 1차 및 2차 능선은 모두 피부 표면에 보이는 마찰능선을 형성하는 피부 외층의 주형 역할을 한다.
이러한 표피 능선은 예를 들어 손가락 끝이 고르지 않은 표면을 스칠 때 발생하는 진동을 증폭시켜 미세한 질감 인지에 관여하는 감각신경으로 신호를 더 잘 전달하는 역할을 한다. 지문이 일반적으로 악력 표면을 증가시킨다고 보기는 어렵지만, 능선은 거친 표면을 잡는 데 도움이 되며 젖은 환경에서 표면 접촉을 개선할 수 있다.

## 유전학
과학계의 합의는 손가락 끝의 피부문리 패턴이 유전적이라는 것을 시사한다. 일란성 쌍둥이의 지문 패턴은 매우 유사한 것으로 나타났지만 (동일하지는 않음), 이란성 쌍둥이는 유사성이 훨씬 적다. 12가지 피부문리 특성에 대해 상당한 유전력이 확인되었다. 피부문리 형질 유전의 현재 모델은 멘델의 유전법칙에 더해 덧셈 유전 효과 또는 우성 주 유전자의 추가 효과를 시사한다.
유전자는 패턴과 유형의 일반적인 특성을 결정하지만, 환경적 요인의 존재는 각 지문의 약간의 차이를 발생시킨다. 그러나 지문 패턴에 대한 유전적 및 환경적 효과의 상대적 영향은 일반적으로 불분명하다. 한 연구는 총 능선 수를 측정 기준으로 사용했을 때 총 변동성의 약 5%가 작은 환경적 효과 때문이라고 제안했지만, 이것은 총 능선 수만을 측정 기준으로 사용한 것이다. 지문의 광대한 다양성을 초래하는 손가락 능선 형성 메커니즘에 대한 여러 모델이 제안되었다. 한 모델은 태아 표피의 기저 세포층의 좌굴 불안정성이 표피 능선 발달의 원인이라고 제안한다. 또한 혈관과 신경도 능선 구성 형성에 역할을 할 수 있다. 다른 모델은 자궁 내 각 발달 중인 손가락을 둘러싼 양수 변화가 각 지문의 해당 세포가 다른 미세 환경에서 성장하도록 유도한다고 말한다. 특정 개인의 경우, 이러한 다양한 요인들이 각 손가락에 다르게 영향을 미쳐 두 지문이 동일하지 않으면서도 유사한 패턴을 유지하게 한다.
지문 유전의 결정은 표현형의 광범위한 다양성으로 인해 어렵다는 점에 유의하는 것이 중요하다. 특정 패턴의 분류는 종종 주관적이며(정량적으로 측정하기에 가장 적절한 특성에 대한 합의 부족), 이는 피부문리 패턴 분석을 복잡하게 만든다. 다양한 지문 패턴에 대해 여러 유전 방식이 제안되고 관찰되었다. 지문 패턴 크기의 일반적으로 사용되는 측정 기준인 총 지문 능선 수는 다유전자 유전 방식과 여러 덧셈 유전자의 영향을 받는 것으로 제안되었다. 그러나 이 가설은 다른 연구에 의해 이의가 제기되었는데, 이는 개별 손가락의 능선 수가 유전적으로 독립적이며 패턴 형성에 영향을 미치는 덧셈 유전자의 존재를 지지하는 증거가 부족함을 나타낸다. 다른 지문 패턴 유전 방식은 엄지손가락과 다른 손가락의 아치 패턴이 상염색체 우성 형질로 유전된다고 제안한다. 아치 패턴에 대한 추가 연구는 주요 유전자 또는 양적 형질 위치가 아치 패턴의 유전력에 책임이 있다고 제안했다. 회오리 패턴 발달에 대한 별도의 모델은 단일 유전자 또는 연결된 유전자 그룹이 그 유전에 기여한다고 나타낸다. 또한, 회오리 패턴의 유전은 대칭적이지 않은 것으로 보이며, 특정 개인의 열 손가락에 무작위로 분포되어 있는 것처럼 보인다. 일반적으로 왼손과 오른손 사이의 지문 패턴 비교는 지문 패턴에 대한 유전자의 효과에 비대칭성이 있음을 시사하지만, 이 관찰은 추가 분석이 필요하다.
제안된 유전 모델 외에도, 특정 유전자들이 손가락 끝 패턴 형성의 요인으로 지목되었다 (패턴에 영향을 미치는 정확한 메커니즘은 아직 연구 중이다). 개별 손가락의 능선 수에 대한 다변량 연관 분석 결과, 특히 약지, 검지, 중지에서 염색체 5q14.1에 대한 연관성이 밝혀졌다. 쥐의 경우, EVI1 (일명 MECOM) 유전자 변이가 피부문리 패턴과 상관관계가 있는 것으로 나타났다. 인간의 EVI1 발현은 지문 패턴에 직접적인 영향을 미치지 않지만 사지 및 손가락 형성에 영향을 미치며, 이는 다시 지문 패턴에 영향을 미치는 역할을 할 수 있다. 전장유전체 연관 분석 연구는 3p14.1에 있는 ADAMTS9-AS2 유전자 내의 단일염기 다형성이 모든 손가락의 소용돌이 패턴에 영향을 미치는 것으로 나타났다. 이 유전자는 피부에서 발현되는 ADAMTS9를 억제할 수 있는 안티센스 RNA를 암호화한다. ADAMTS9-AS2의 유전적 변이가 회오리 발달에 직접적으로 영향을 미치는 방식에 대한 모델은 아직 제안되지 않았다.
2023년 2월, 한 연구에서 WNT, BMP, EDAR이 지문의 1차 능선 형성을 조절하는 신호 경로임이 확인되었으며, 처음 두 경로는 튜링 반응-확산 시스템에 의해 반대 관계가 설정되었다.

## 분류 시스템

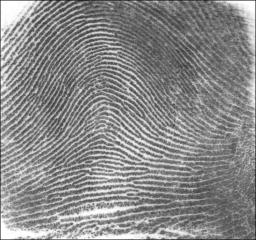
솟아오르지 않은 지문 아치형

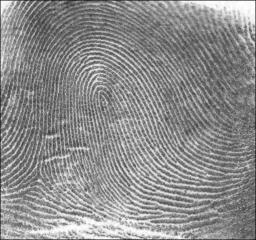
지문 루프형

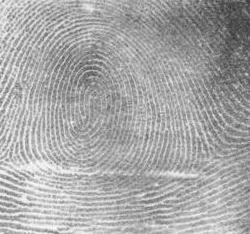
지문 와류형

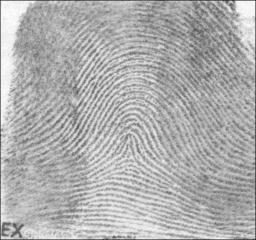
천막형 지문 아치형

전산화 이전에 대규모 지문 저장소에서는 수동 파일링 시스템이 사용되었다. 지문 분류 시스템은 지문을 특성에 따라 그룹화하여 대규모 지문 데이터베이스와 지문을 일치시키는 데 도움을 준다. 따라서 일치시켜야 하는 조회 지문은 기존 데이터베이스의 지문 하위 집합과 비교할 수 있다. 초기 분류 시스템은 원형 패턴의 유무를 포함하여 여러 손가락 또는 모든 손가락의 일반적인 능선 패턴을 기반으로 했다. 이를 통해 마찰 능선 패턴만으로 대규모 컬렉션에서 종이 기록을 파일링하고 검색할 수 있었다. 가장 인기 있는 시스템은 각 손가락의 패턴 클래스를 사용하여 파일링 시스템에서 조회를 돕기 위한 숫자 키를 형성했다. 지문 분류 시스템에는 로셔 시스템, 후안 부세티치 시스템 및 헨리 분류 시스템이 포함되었다. 로셔 시스템은 독일에서 개발되어 독일과 일본 모두에서 구현되었다. 부세티치 시스템은 아르헨티나에서 개발되어 남아메리카 전역에서 구현되었다. 헨리 분류 시스템은 인도에서 개발되어 대부분의 영어권 국가에서 구현되었다.
헨리 분류 시스템에는 세 가지 기본 지문 패턴이 있다: 루프, 소용돌이, 아치형 이들은 모든 지문의 각각 60-65%, 30-35%, 5%를 차지한다. 또한 패턴을 더 세분화하여 평면 아치형 또는 천막형 아치형, 그리고 손의 방향에 따라 요골측 또는 척골측 루프형으로 분류하는 더 복잡한 분류 시스템도 있다. 척골측 루프는 새끼손가락 쪽, 즉 아래팔 뼈인 자뼈에 더 가까운 쪽에서 시작된다. 요골측 루프는 엄지손가락 쪽, 즉 노뼈에 더 가까운 쪽에서 시작된다. 소용돌이형은 또한 평면 소용돌이, 우연 소용돌이, 이중 루프 소용돌이, 공작 눈, 복합 소용돌이, 중앙 주머니 루프 소용돌이를 포함하는 하위 분류를 가질 수 있다.
헨리 분류 시스템의 "주요 분류 번호"는 분자와 분모가 1부터 32까지의 정수인 분수이며, 따라서 각 10개의 지문 세트를 1024개 그룹 중 하나로 분류한다. (이러한 그룹을 구별하기 위해 분수는 공통 인수로 약분되지 않는다.) 이 분수는 10개의 지표, 즉 각 손가락에 대한 지표에 의해 결정되며, 해당 손가락에 소용돌이가 있을 때 지표는 값 1을 취하고, 그렇지 않으면 0을 취한다. 이러한 지표는 다음으로 쓸 수 있다.
오른손의 경우 {\displaystyle R_{t},R_{i},R_{m},R_{r},R_{l}} 이고
왼손의 경우 {\displaystyle L_{t},L_{i},L_{m},L_{r},L_{l}}이며, 아래첨자는 엄지손가락은 t, 검지손가락은 i, 중지손가락은 m, 약지손가락은 r, 새끼손가락은 l이다. 분수 공식은 다음과 같다:
{\displaystyle {16R_{i}+8R_{r}+4L_{t}+2L_{m}+1L_{l}+1 \over 16R_{t}+8R_{m}+4R_{l}+2L_{i}+1L_{r}+1}.}
예를 들어, 오른손 약지와 왼손 검지에만 소용돌이가 있다면, 지문 세트는 "9/3" 그룹으로 분류된다:
{\displaystyle {16(0)+8(1)+4(0)+2(0)+1(0)+1 \over 16(0)+8(0)+4(0)+2(1)+1(0)+1}={9 \over 3}.}
9/3 = 3/1이지만 "9/3" 그룹은 "3/1" 그룹과 다르다. 후자는 왼손 중지에만 소용돌이가 있는 경우에 해당하기 때문이다.

## 지문 감식
지문 감식은 지문학 (ridgeology) 또는 손바닥 지문 감식으로 알려져 있으며, 사람의 손가락이나 발가락, 심지어 손바닥이나 발바닥의 마찰 능선 피부 흔적 두 가지를 비교하여 이 흔적이 동일한 개인으로부터 왔는지 여부를 결정하는 과정이다. 피부의 마찰 능선은 유연하고 무작위적으로 형성되므로, 어떤 두 손가락이나 손바닥 지문도 모든 세부 사항에서 정확히 동일하지 않다. 심지어 동일한 손에서 즉시 연속적으로 기록된 두 개의 흔적도 약간 다를 수 있다. 지문 감식은 개별화라고도 불리며, 전문가 또는 전문가 컴퓨터 시스템이 임계값 점수 규칙에 따라 두 마찰 능선 흔적이 동일한 손가락이나 손바닥(또는 발가락이나 발바닥)에서 유래했을 가능성이 있는지 결정하는 것을 포함한다.
2024년, 딥 러닝 신경망을 사용한 연구에서는 "널리 퍼진 가정"과는 달리, 동일인의 다른 손가락 지문이 99.99%의 신뢰도로 해당 개인에게 속하는 것으로 식별될 수 있음을 발견했다. 또한, 전통적인 방법에서 사용된 특징들은 그러한 식별에서 예측력이 없었으며, 특히 지문 중앙 근처의 능선 방향이 가장 많은 정보를 제공했다.
마찰 능선의 의도적인 기록은 보통 검은색 인쇄용 잉크를 대비되는 흰색 배경, 일반적으로 흰색 카드에 굴려 얻는다. 마찰 능선은 또한 라이브 스캔이라는 기술을 사용하여 유리판에 디지털로 기록할 수도 있다. "잠재 지문"은 물체 표면이나 벽에 우연히 남겨진 마찰 능선 기록이다. 잠재 지문은 육안으로는 보이지 않지만, "명확 지문" 또는 "플라스틱 지문"은 육안으로 볼 수 있다. 잠재 지문은 종종 단편적이며 화학적 방법, 지문 파우더, 또는 대체 광원을 사용하여 명확하게 만들어야 한다. 때로는 일반적인 밝은 손전등으로 잠재 지문을 보이게 할 수도 있다.
마찰 능선이 흔적을 남길 표면에 닿으면, 땀, 기름, 그리스, 잉크 또는 피와 같은 마찰 능선에 있는 물질이 표면으로 옮겨진다. 마찰 능선 흔적의 품질에 영향을 미치는 요인은 많다. 피부의 유연성, 침전 압력, 미끄러짐, 표면을 만드는 재료, 표면의 거칠기, 침전된 물질 등은 잠재 지문이 동일한 마찰 능선의 알려진 기록과 다르게 나타나게 할 수 있는 다양한 요인 중 일부이다. 실제로 마찰 능선 침전의 모든 사례를 둘러싼 조건은 독특하며 결코 중복되지 않는다. 이러한 이유로 지문 감정사는 광범위한 훈련을 받아야 한다. 지문에 대한 과학적 연구는 피부문리 또는 지문학(dactylography)이라고 한다.

## 지문 채취 기술

### 표본

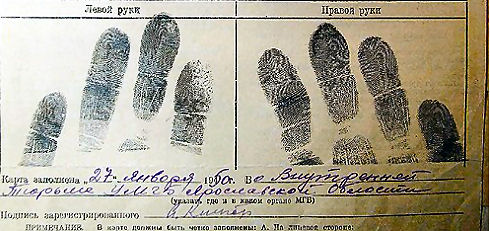
잉크를 사용하여 종이에 채취한 표본 지문

표본 지문 또는 알려진 지문은 시스템 등록 목적이든 의심되는 범죄 혐의로 체포되었을 때든 피험자로부터 의도적으로 채취한 지문을 말한다. 형사 체포 시, 한 세트의 표본 지문에는 일반적으로 각 손가락의 손톱 한쪽 끝에서 다른 쪽 끝까지 굴려 채취한 지문 하나, 각 손의 네 손가락의 평면(또는 스냅) 인상, 그리고 각 엄지손가락의 평면 인상이 포함된다. 표본 지문은 라이브 스캔을 사용하거나 종이 카드에 잉크를 사용하여 채취할 수 있다.

### 잠재 지문

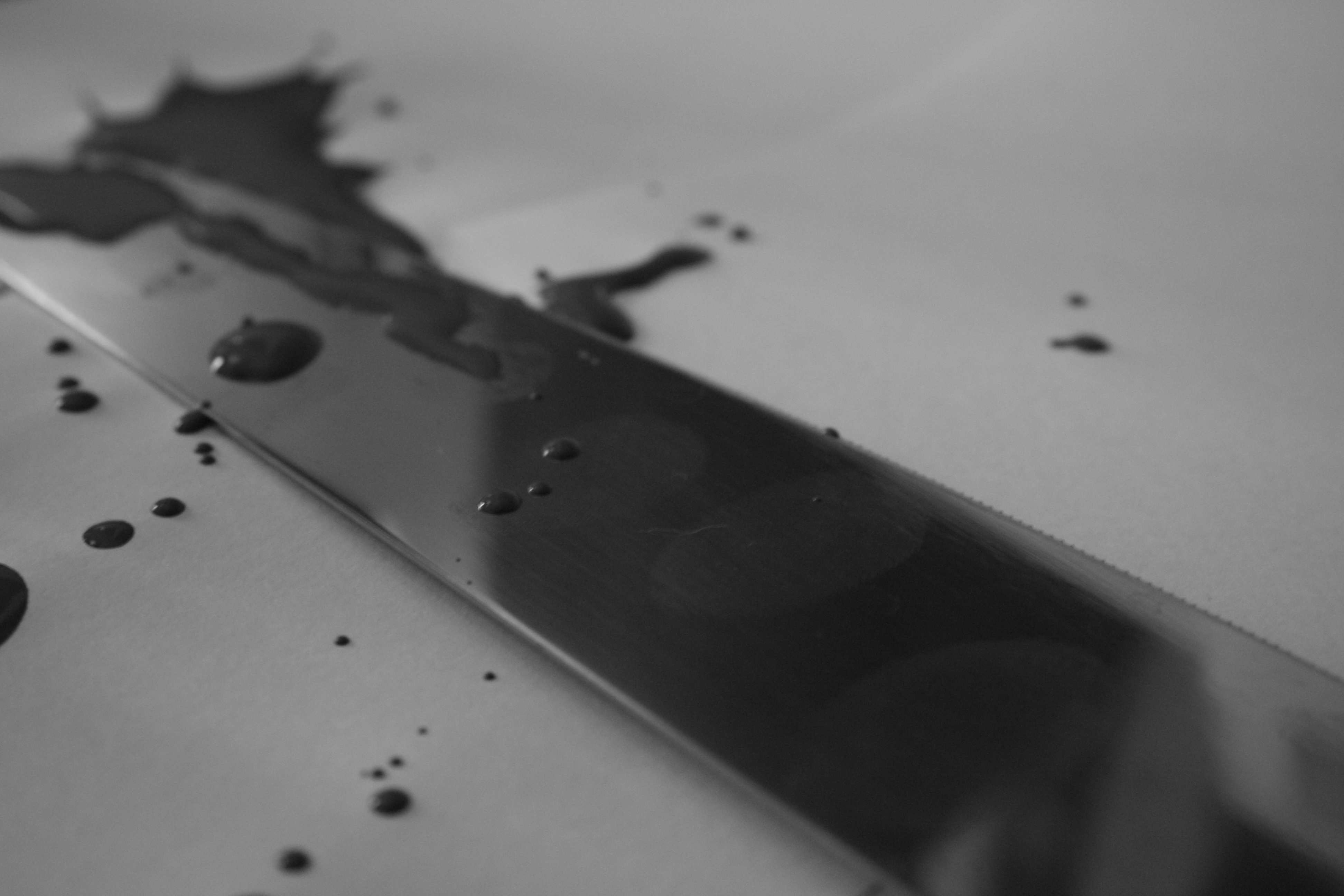
칼에 거의 보이지 않는 잠재 지문

법과학에서 표면에서 채취한 부분 지문을 잠재 지문이라고 한다. 손가락의 습기와 기름기는 유리와 같은 표면에 잠재 지문을 남긴다. 그러나 이들은 명확하게 보이지 않기 때문에, 그 탐지는 파우더 먼지 처리, 닌하이드린 분사, 아이오딘 훈증, 또는 질산 은 용액에 담그는 것과 같은 화학적 개발이 필요할 수 있다. 잠재 지문이 발견된 표면이나 물질에 따라 다른 화학적 개발 방법을 사용해야 한다. 법과학자들은 종이와 같은 다공성 표면과 유리, 금속 또는 플라스틱과 같은 비다공성 표면에 대해 다른 기술을 사용한다. 비다공성 표면은 미세한 파우더와 브러시를 사용하는 먼지 처리 과정이 필요하며, 그 다음 투명 테이프를 붙여 잠재 지문을 표면에서 들어 올린다.
경찰은 범죄 현장에서 발견된 모든 부분 지문을 잠재 지문이라고 부르지만, 법과학자들은 쉽게 보이는 부분 지문을 명확 지문이라고 부른다. 초콜릿, 토너, 페인트 또는 손가락의 잉크는 명확 지문을 남긴다. 비누, 시멘트 또는 석고와 같은 부드러운 물질에서 발견되는 잠재 지문은 법과학자들에 의해 플라스틱 지문이라고 불린다.

## 채취 및 탐지

### 라이브 스캔 장치

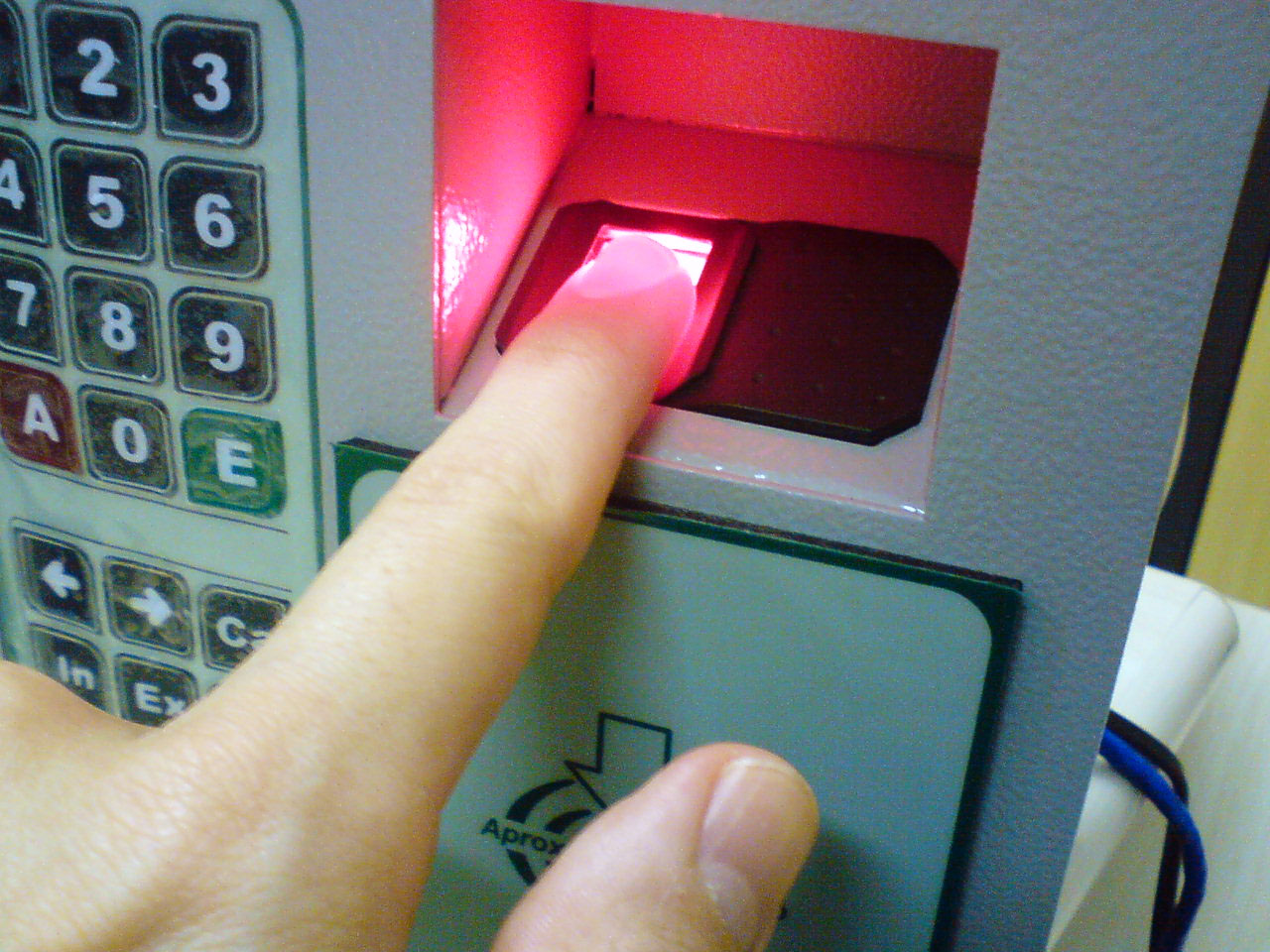
지문 스캔 중

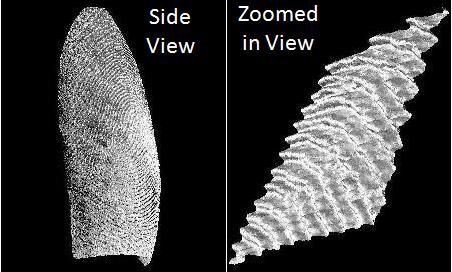
3D 지문

지문 영상 획득은 자동 지문 인증 시스템에서 가장 중요한 단계이며, 전체 시스템 성능에 엄청난 영향을 미치는 최종 지문 영상 품질을 결정한다. 시중에 다양한 유형의 지문 판독기가 있지만, 각 장치의 기본 아이디어는 능선과 골 사이의 물리적 차이를 측정하는 것이다.
제안된 모든 방법은 크게 두 가지 주요 계열로 나눌 수 있다: 솔리드 스테이트 지문 판독기와 광학 지문 판독기. 센서를 사용하여 지문을 캡처하는 절차는 손가락을 감지 영역에 굴리거나 터치하는 것으로 구성되며, 이는 사용되는 물리적 원리(광학, 초음파, 용량성 또는 열 – 지문 센서 참조)에 따라 골과 능선 사이의 차이를 캡처한다. 손가락이 표면에 닿거나 굴러갈 때 탄력 있는 피부는 변형된다. 사용자가 가하는 압력의 양과 방향, 피부 상태, 그리고 불규칙한 3D 객체(손가락)의 2D 평면 투영은 캡처된 지문 영상에 왜곡, 노이즈 및 불일치를 유발한다. 이러한 문제로 인해 영상에 일관되지 않고 불균일한 불규칙성이 발생한다. 따라서 각 획득 시 영상 결과는 다르며 제어할 수 없다. 동일한 지문의 표현은 손가락이 센서판에 놓일 때마다 달라지므로 지문 일치 시도가 복잡해지고 시스템 성능이 저하되며 결과적으로 이 생체인식 테크놀로지의 광범위한 사용이 제한된다.
이러한 문제를 극복하기 위해 2010년부터 비접촉식 또는 무접촉식 3D 지문 스캐너가 개발되었다. 상세한 3D 정보를 획득하는 3D 지문 스캐너는 손가락을 누르거나 굴리는 아날로그 과정에 디지털 접근 방식을 취한다. 인접 지점 간의 거리를 모델링하여 필요한 모든 세부 사항을 기록할 수 있을 만큼 충분히 높은 해상도로 지문을 영상화할 수 있다.

### 시신 지문 채취
인간의 피부 자체는 죽을 때까지 재생되는 장기이며, 로션과 화장품과 같은 환경적 요인들은 인간의 지문을 채취할 때 어려움을 야기한다. 인간이 사망한 후, 피부는 건조하고 차가워진다. 사망한 인간의 지문은 검시 중에 채취될 수 있다.
시신에서 지문을 채취하는 방법은 다양하며 피부 상태에 따라 달라진다. 피부가 건조한 후기 부패 단계의 시신인 경우, 분석가들은 피부를 재조정/수분 공급하기 위해 피부를 끓여 수분이 피부로 다시 흐르도록 하여 상세한 마찰능선을 생성한다. 또 다른 방법은 손가락 끝에 아기 파우더와 같은 파우더를 바르는 것이다. 파우더는 마찰 능선의 고랑에 박혀 채취된 능선이 보이게 한다.

### 잠재 지문 탐지

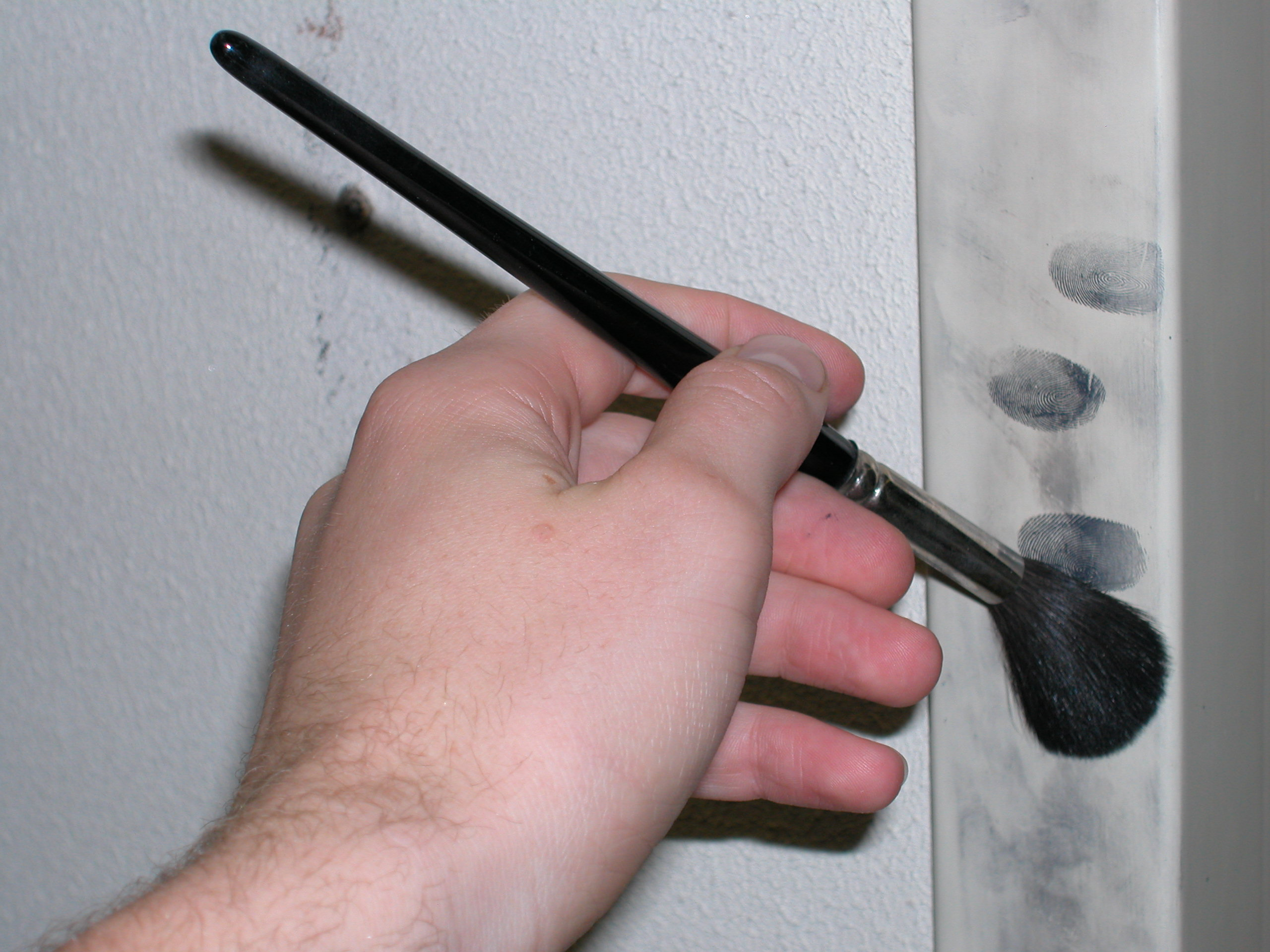
미세한 파우더와 브러시를 이용한 잠재 지문 현출

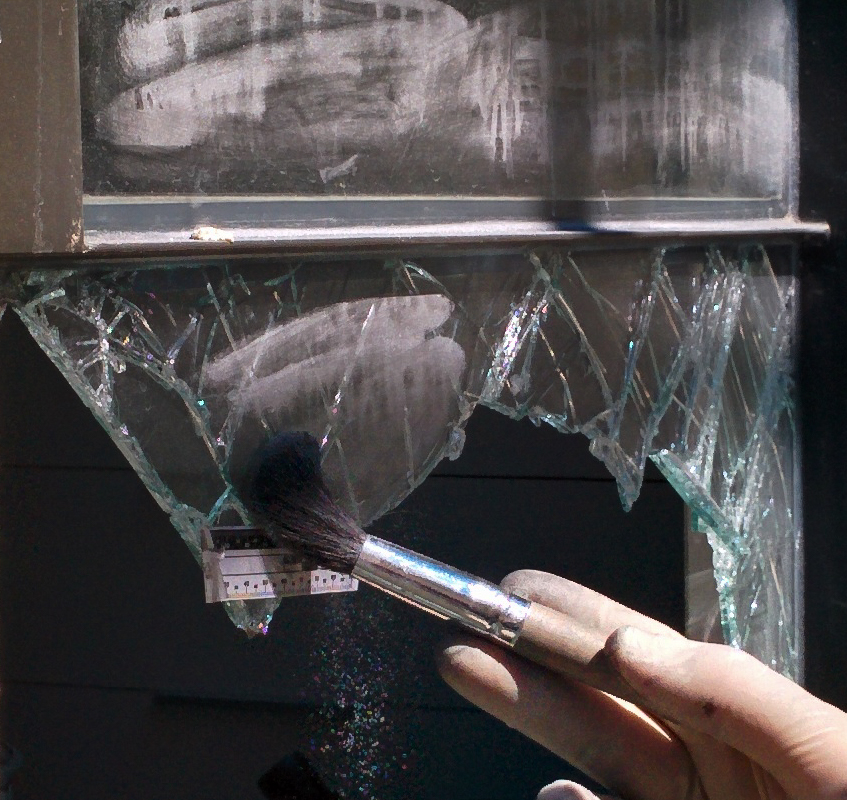
도난 현장의 지문 먼지 처리

1930년대, 미국의 형사 수사관들은 직물 표면, 특히 범인들이 버린 장갑 안쪽에서 잠재 지문의 존재를 처음으로 발견했다.
19세기 후반부터 지문 감식 방법은 전 세계 경찰 기관에서 용의자와 피해자뿐만 아니라 표면을 만진 다른 사람들을 식별하는 데 사용되어 왔다. 전통적인 지문 채취 기술의 기본 원리는 간단하다. 손과 발바닥 표면의 피부는 각 개인에게 고유하며 시간이 지나도 변하지 않는 패턴으로 능선, 즉 유두 능선을 형성한다. 심지어 DNA를 공유하는 일란성 쌍둥이도 동일한 지문을 가지고 있지 않다. 잠재 지문을 촬영할 수 있도록 가시화하는 가장 좋은 방법은 복잡할 수 있으며, 예를 들어 지문이 남겨진 표면의 유형에 따라 달라질 수 있다. 일반적으로 능선 패턴과 지문이 침착된 표면 사이에 높은 시각적 대비를 생성하기 위해 "현상제", 보통 분말 또는 화학 시약을 사용하는 것이 필요하다.
현상제는 유기 물질이나 무기 염의 존재에 의존하여 효과를 발휘하지만, 침착된 물도 중요한 역할을 할 수 있다. 지문은 일반적으로 손가락과 손바닥의 외분비선에서 분비되는 수성 분비물로 형성되며, 주로 이마의 피지선에서 유래한 추가 물질이 포함된다. 후자의 오염은 얼굴과 머리카락을 만지는 일반적인 인간 행동에서 비롯된다. 결과적으로 잠재 지문은 일반적으로 상당한 양의 물과 소량의 아미노산 및 염화물이 혼합된 지방성, 피지성 성분으로 구성되며, 여기에는 여러 지방산과 트리글리세리드가 포함된다. 요소와 아미노산과 같은 반응성 유기 물질의 소량 검출은 결코 쉽지 않다.
범죄 현장의 지문은 간단한 지문 파우더나 in situ에 적용되는 화학 물질로 탐지할 수 있다. 더 복잡한 기술은 일반적으로 화학 물질을 포함하며, 범죄 현장에서 제거된 적절한 물품에 대해 전문 실험실에서 적용할 수 있다. 이러한 정교한 기술의 발전과 함께, 2010년 현재 전 세계의 더 발전된 범죄 현장 조사 서비스 중 일부는 범죄 현장에서 회수된 지문의 50% 이상이 실험실 기반 기술의 결과로 식별되었다고 보고하고 있다.

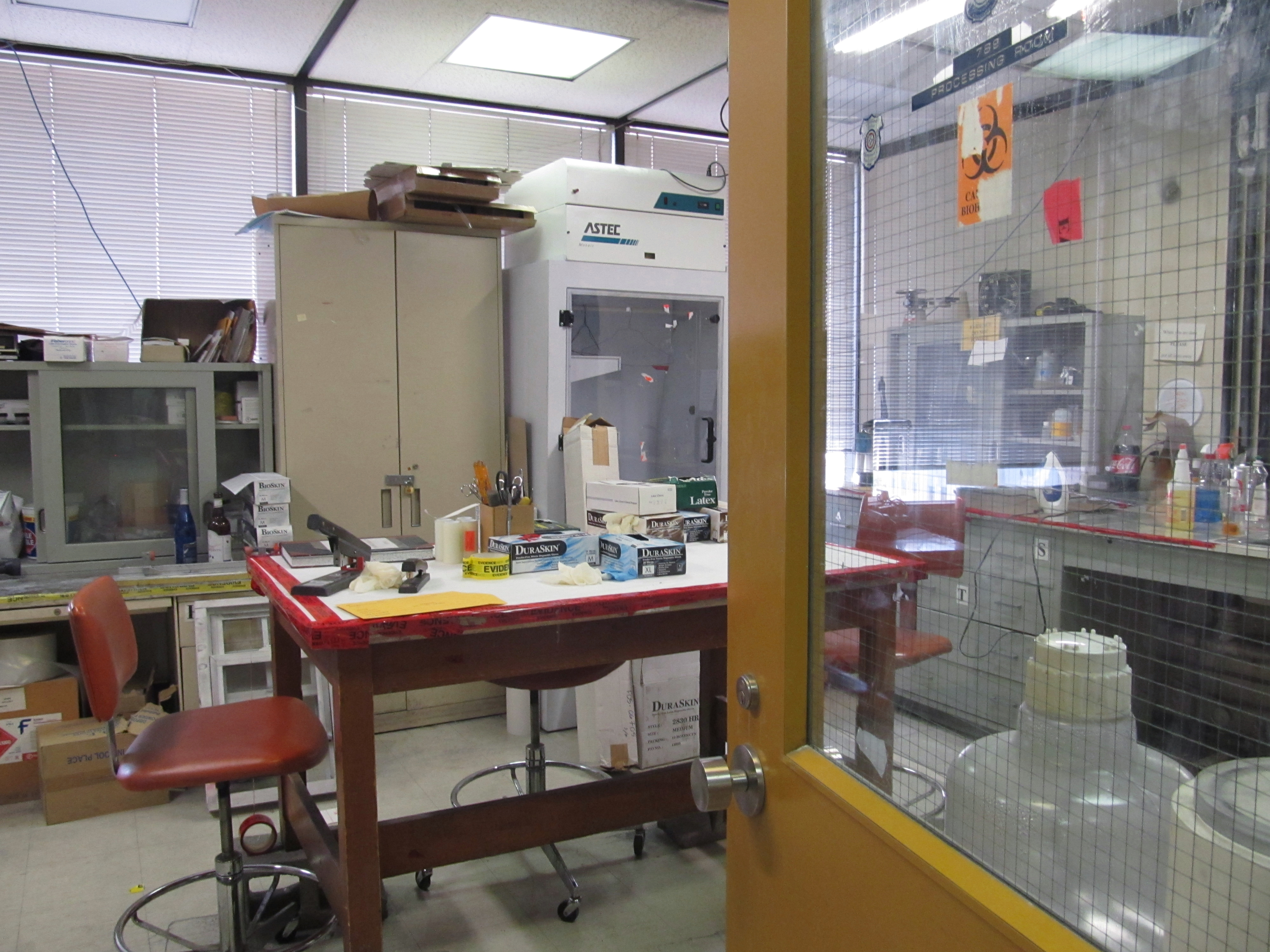
도시 지문 감식실

## 법과학 실험실
지문 감지에는 수백 가지의 보고된 기술이 있지만, 이들 중 다수는 학술적 관심에만 그치고 있으며, 전 세계의 선진 지문 연구소에서 현재 사용되는 효과적인 방법은 약 20가지에 불과하다.
닌하이드린, 1,8-다이아자플루오렌-9-온, 진공 금속 증착과 같은 일부 기술은 높은 감도를 보이며 실제 운영에 사용된다. 일부 지문 시약은 특정 물질에만 반응한다. 예를 들어, 닌하이드린이나 다이아자플루오레논은 아미노산과 반응한다. 에틸 시아노아크릴레이트 중합과 같은 다른 시약은 수성 촉매 작용과 중합체 성장에 의해 작동하는 것으로 보인다. 금과 아연을 사용한 진공 금속 증착은 비특이적이지만, 한 분자만큼 얇은 지방층도 감지할 수 있는 것으로 나타났다.
미세한 파우더를 적용하는 것과 같은 더 평범한 방법은 피지 침전물과 신선한 지문의 경우 수성 침전물에 대한 부착을 통해 작동한다. 지문의 수성 성분은 처음에는 지문 무게의 90% 이상을 차지할 수 있지만, 상당히 빠르게 증발할 수 있으며 24시간 후에는 대부분 사라질 수 있다. 아르곤 이온 레이저를 이용한 지문 감지 연구 이후, 주로 화학적으로 현상된 지문의 향상을 위해 광범위한 형광 기술이 도입되었다. 일부 잠재 지문의 고유한 형광도 감지할 수 있다. 예를 들어, 적외선 레이저를 사용하여 지문을 3D로, 화학 물질 없이 시각화할 수 있다.
지문 강화의 운영 방법에 대한 포괄적인 매뉴얼은 2013년에 영국 내무부 과학 개발 부서에서 마지막으로 발행되었으며, 전 세계적으로 널리 사용되고 있다.
2007년에 제안된 기술은 개인의 민족성, 성별, 식단을 식별하는 것을 목표로 한다.

## 법과학적 맥락에서의 한계 및 시사점
마찰 능선 흔적 증거의 주요 한계 중 하나는 실제 채취와 관련하여 표면 환경, 특히 흔적이 있는 표면이 얼마나 다공성인지에 관한 것이다. 비다공성 표면에서는 흔적의 잔여물이 표면 물질에 흡수되지 않지만, 다른 표면에 의해 번질 수 있다. 다공성 표면에서는 흔적의 잔여물이 표면에 흡수된다. 이 두 가지 모두 감정사에게 가치가 없는 흔적이 되거나 마찰 능선 흔적이 파괴되는 결과를 초래한다.
분석가들이 마찰 능선 패턴과 그 특징을 올바르게 식별하려면 흔적의 선명도가 매우 중요하다. 따라서 마찰 능선 분석은 선명도에 의해 제한된다.
법원 맥락에서, 많은 사람들이 마찰능선 식별과 능선학을 사실이 아닌 의견 증거로 분류하고 따라서 그렇게 평가해야 한다고 주장해 왔다. 많은 사람들이 마찰능선 식별이 오늘날 법적으로 허용되는 것은 법률 시스템에 추가될 당시 허용 기준이 상당히 낮았기 때문이라고 말했다. 이 식별 과정 뒤에 숨은 과학을 확인하는 데 도움이 되도록 수행된 연구는 제한적이다.

## 범죄 현장 수사
지문과 물리적인 접촉이 없고 현상제를 사용할 필요가 없는 새로운 켈빈 탐침 (SKP) 지문 채취 기술을 적용하면 지문을 기록하면서도 나중에 DNA 분석에 사용될 수 있는 물질을 그대로 남길 수 있는 가능성이 있다. 2010년 스완지 대학에서 영국 내무부와 영국 전역의 여러 경찰청, 그리고 국제적으로 상당한 관심을 불러일으키는 연구에서 법의학적으로 사용 가능한 프로토타입이 개발 중이었다. 이 장비가 궁극적으로 전 세계 법의학 팀이 널리 사용할 수 있을 만큼 충분히 많은 수량으로 제조될 수 있기를 바란다.

## 약물 사용 탐지
인간 지문의 분비물, 피부 기름, 죽은 세포에는 체내에 존재하는 다양한 화학 물질과 그 대사물질의 잔류물이 포함되어 있다. 이들은 법과학 목적으로 탐지되고 사용될 수 있다. 예를 들어, 담배 흡연자의 지문에는 니코틴 대사 산물인 코티닌의 흔적이 포함되어 있으며, 니코틴 자체의 흔적도 포함되어 있다. 손가락이 담배 제품에 단순히 접촉하여도 나타날 수 있으므로 주의해야 한다. 코티닌 항체가 부착된 금 나노입자로 지문을 처리한 후, 코티닌 항체가 부착된 형광제를 사용하여 처리하면 흡연자의 지문은 형광을 띠게 되고, 비흡연자의 지문은 어둡게 유지된다. 2010년 현재 동일한 접근 방식이 헤비 커피 음주자, 대마초 흡연자 및 다른 다양한 약물 사용자를 식별하는 데 사용될 가능성을 테스트 중이다.

## 경찰청 데이터베이스

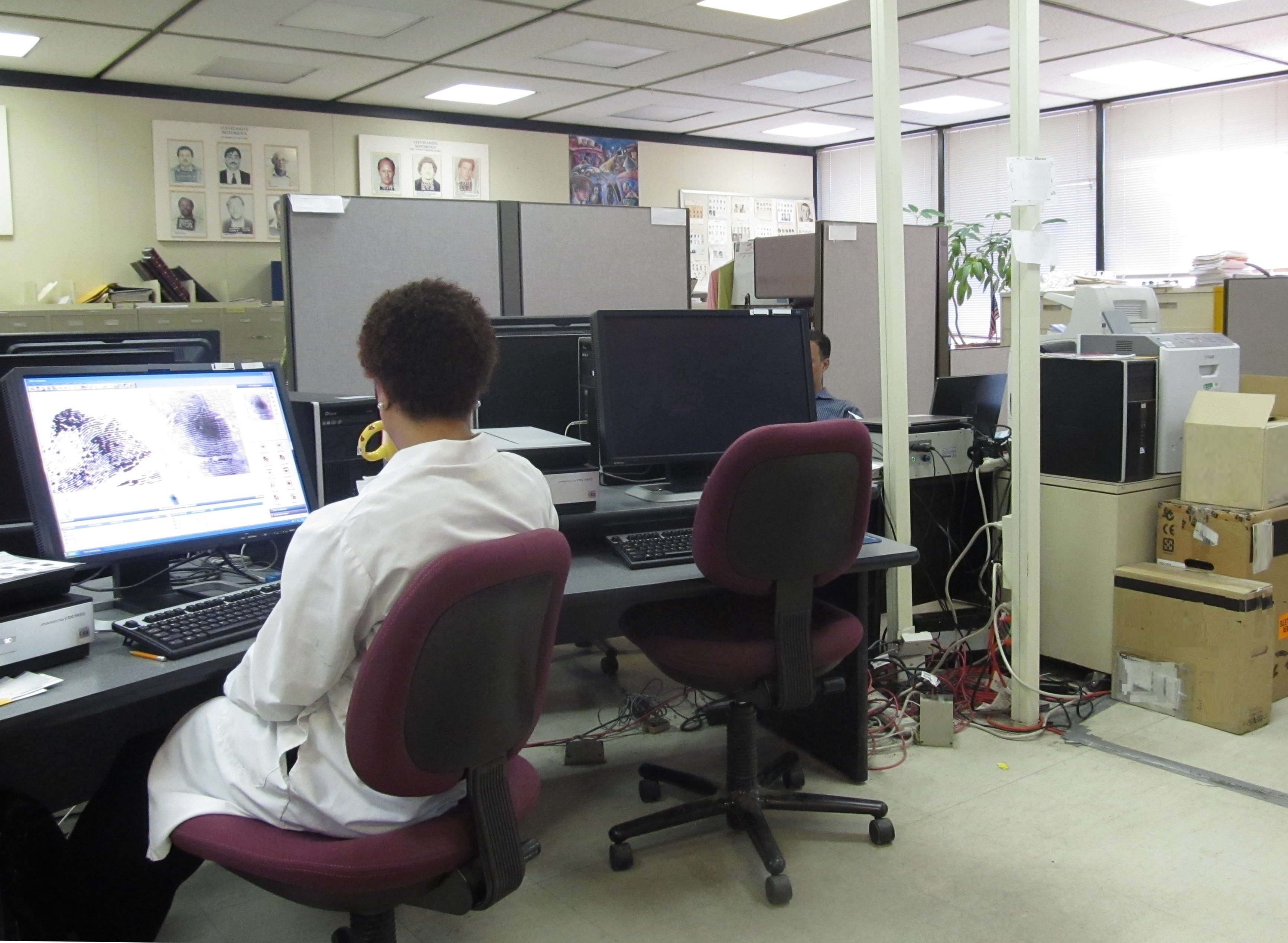
도시 지문 감식실

대부분의 미국 법집행 기관은 웨이블릿 기반 시스템인 웨이블릿 스칼라 양자화 (WSQ)를 사용하여 500 인치당 픽셀 수 (ppi)로 압축된 지문 영상을 효율적으로 저장한다. WSQ는 FBI, 로스 알라모스 국립 연구소, 미국 국립표준기술연구소 (NIST)에 의해 개발되었다. 1000 ppi 공간 해상도로 기록된 지문의 경우, 법집행 기관 (FBI 포함)은 WSQ 대신 JPEG 2000을 사용한다.

## 유효성

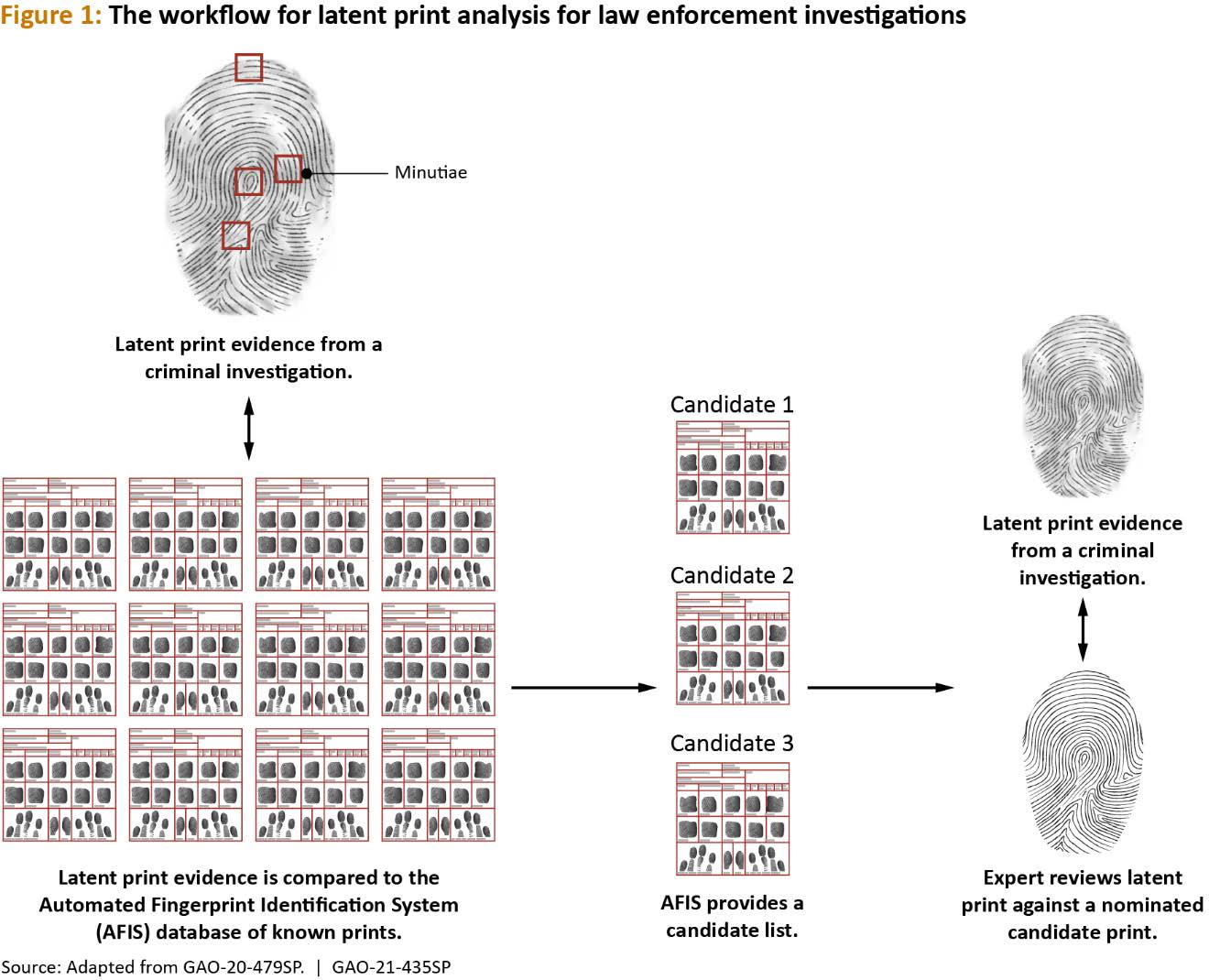
잠재 지문 분석 과정

범죄 현장에서 채취되거나 범죄 증거물에서 발견된 지문은 법과학에서 용의자, 피해자 및 표면을 만진 다른 사람들을 식별하는 데 사용되어 왔다. 지문 감식은 19세기 후반에 경찰 기관 내에서 중요한 시스템으로 부상했으며, 이전 기록이 있는 사람들을 범죄 기록 보관소에서 종종 가명으로 식별하는 더 신뢰할 수 있는 방법으로 인체 측정 측정을 대체했다. 지문 채취는 지난 100여 년 동안 전 세계 모든 정부에 범죄자 식별을 위한 기본 도구 역할을 해왔다. 지문은 모든 경찰 기관에서 범죄 기록이 있는 사람들을 식별하는 데 필수적인 도구이다.
법의학적 지문 증거의 유효성은 학자, 판사, 언론에 의해 이의가 제기되었다. 미국에서 지문 감정사들은 지문 일치를 기반으로 개인을 식별하는 통일된 기준을 개발하지 않았다. 지문이 범죄 수사에 사용되는 일부 국가에서는 지문 감정사들이 일치를 수락하기 전에 여러 식별 지점을 일치시켜야 한다. 영국에서는 두 지문을 일치시키고 개인을 식별하기 위해 16개의 식별 지점이 필요하고 프랑스에서는 12개가 필요하다. 지점 계산 방법은 일부 지문 감정사들에 의해 특정 특징의 위치에만 초점을 맞추기 때문에 이의가 제기되었다. 지문 감정사는 또한 한 가지 불일치 원칙을 지지할 수도 있는데, 이는 두 지문 사이에 한 가지 불일치라도 있으면 그 지문은 동일한 손가락에서 나온 것이 아니라는 것이다. 또한, 학자들은 지문 일치 시 오류율이 충분히 연구되지 않았으며 지문 증거에 확실한 통계적 근거가 없다고 주장했다. 전문가들이 맥락과 같은 외부 정보에 오도되지 않고 지문의 특징 정보에 객관적으로 집중할 수 있는지에 대한 연구가 진행되었다.
지문은 이론적으로 위조되어 범죄 현장에 심어질 수 있다.

## 전문 자격증
지문은 1915년 국제감식협회 (IAI)라는 최초의 법의학 전문 조직이 결성된 기반이 되었다. 법의학자를 위한 최초의 전문 자격증 프로그램은 1977년에 설립된 IAI의 공인 잠재 지문 감정사 프로그램이었는데, 엄격한 기준을 충족하는 사람들에게 자격증을 발급하고 개인의 성과가 그럴 만할 경우 자격증을 취소할 수 있는 권한을 가졌다. 다른 법의학 분야들도 뒤를 이어 자체 자격증 프로그램을 설립했다.

## 역사

### 고대 및 중세 시대
지문은 고대 점토판, 인장, 그리고 토기에서 발견되었다. 이들은 또한 이집트 무덤의 벽과 미노스, 그리스, 중국 토기에서도 발견되었다. 고대 중국에서 관리들은 지문으로 정부 문서를 인증했다. 기원전 200년경, 바빌론에서 지문은 서면 계약에 서명하는 데 사용되었다. 설형문자 점토판의 3D 스캔에서 지문은 GigaMesh Software Framework를 사용하여 추출된다.
중국에 비단과 종이가 등장하면서 법적 계약의 당사자들은 문서에 손바닥 지문을 찍었다. 기원후 851년 이전에 중국에 있던 아랍 상인 아부 자이드 하산은 중국 상인들이 대출을 인증하기 위해 지문을 사용하는 것을 목격했다.
바빌론 왕 함무라비 시대(기원전 1792~1750년 재위)의 기록에 따르면 법 집행관들이 체포된 사람들의 지문을 채취했다고 한다. 중국 진나라 시대에는 관리들이 범죄 현장에서 증거로 손바닥 지문과 발바닥 지문뿐만 아니라 지문도 채취했다는 기록이 남아 있다. 650년, 중국 역사가 기아 쿵옌은 지문이 인증 수단으로 사용될 수 있다고 언급했다. 이란의 의사 라시드 앗 딘 (1247~1318)은 자신의 저서 《자미 앗 타와리크》(세계사)에서 중국인들이 지문을 통해 사람을 식별하는 관행을 언급하며 "경험에 따르면 두 개인의 손가락은 정확히 같지 않다"고 평했다.
이러한 사례들이 고대인들이 지문이 개인을 고유하게 식별할 수 있다는 사실을 깨달았음을 나타내는지 여부는 논쟁의 여지가 있으며, 일부는 이러한 사례들이 문맹자의 문서 서명이나 도예가의 도자기에 남긴 우연한 흔적보다 더 의미 있지 않다고 주장한다.

### 17세기와 18세기 유럽
16세기 후반부터 유럽 학자들은 지문을 과학 연구에 포함시키려 노력했다. 그러나 타당한 결론은 17세기 중반부터서야 도출될 수 있었다. 1686년, 볼로냐 대학교 해부학 교수 마르첼로 말피기는 표면에 남겨진 지문에서 능선, 나선, 고리 형태를 확인했다. 1788년, 독일의 해부학자 요한 크리스토프 안드레아스 마이어는 지문이 각 개인에게 고유하다는 결론을 내린 최초의 유럽인이었다.

### 19세기

얀 에반겔리스타 푸르키녜가 식별한 9가지 지문 패턴

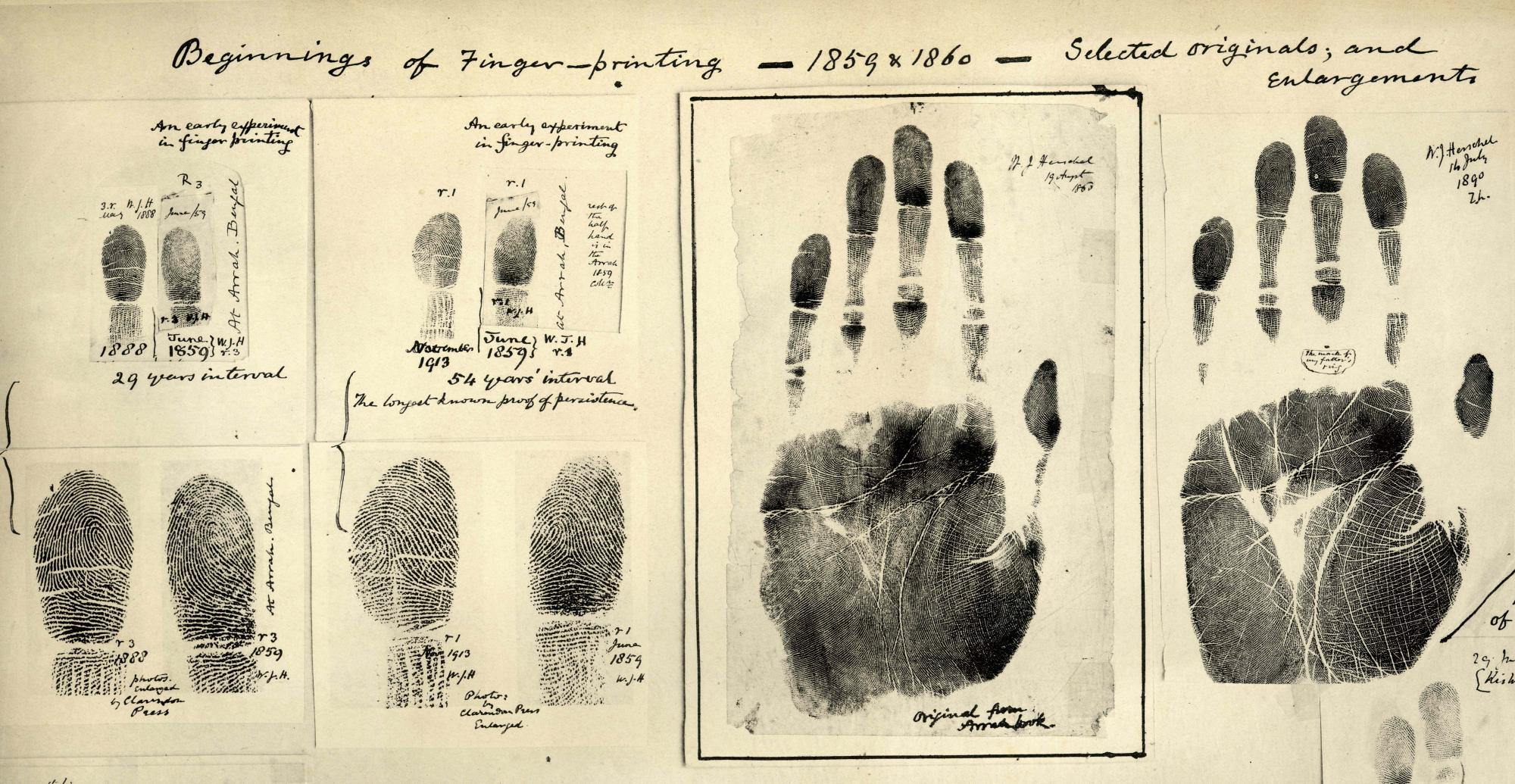
윌리엄 허셜 경이 1859/60년에 채취한 지문

1952년 인도 법률 문서에 서명 대신 사용된 지문

1823년, 얀 에반겔리스타 푸르키녜는 9가지 지문 패턴을 식별했다. 이 9가지 패턴에는 현대 법의학에서 능선 세부 사항으로 간주되는 천막형 아치, 루프, 소용돌이 형태가 포함된다. 1840년, 윌리엄 러셀 경 살인 사건 이후, 지방 의사 로버트 블레이크 오버턴은 스코틀랜드 야드에 지문 확인을 제안하는 편지를 썼다. 1853년, 독일 해부학자 게오르크 폰 마이스너 (1829-1905)는 마찰 능선을 연구했고, 1858년, 윌리엄 허셜 경은 인도에서 지문 채취를 시작했다. 1877년, 그는 콜카타 근처 후글리에서 서명의 이행거절을 방지하기 위해 계약 및 증서에 지문을 사용하는 것을 처음으로 도입했으며, 연금 수령자의 사망 후 친척에 의한 돈 수령을 방지하기 위해 정부 연금 수령자의 지문을 등록했다.
1880년, 도쿄 병원의 스코틀랜드 외과 의사 헨리 파울즈는 신원 확인을 위한 지문의 유용성에 대한 첫 번째 논문을 발표하고 인쇄 잉크로 지문을 기록하는 방법을 제안했다. 헨리 파울즈는 또한 자신의 연구를 바탕으로 지문이 인간에게 고유하다는 것을 시사했다. 1886년 영국으로 돌아온 그는 런던 광역경찰청에 이 개념을 제안했지만 당시에는 기각되었다. 1890년대 초까지 미국과 유럽 대륙의 경찰력은 전과를 추적하기 위해 범죄자를 신뢰할 수 있게 식별할 수 없었다. 프랜시스 골턴은 1892년 저서 『지문(Finger Prints)』에서 지문 분석 및 식별에 대한 상세한 통계 모델을 발표했다. 그는 "위양성"(두 명의 다른 개인이 동일한 지문을 가질 확률)이 약 640억 분의 1이라고 계산했다. 1892년, 아르헨티나 경찰국장 후안 부세티치는 개인의 지문을 파일에 기록하는 첫 번째 방법을 고안했다. 같은 해, 프란시스카 로하스는 목에 부상을 입은 채 집에서 발견되었고, 그녀의 두 아들은 목이 베인 채 사망했다. 로하스는 이웃을 고발했지만, 잔혹한 심문에도 불구하고 이웃은 범죄를 자백하지 않았다. 부세티치의 동료인 알바레즈 경위는 현장에 가서 문에서 피 묻은 엄지 지문을 발견했다. 이것을 로하스의 지문과 비교했을 때, 그녀의 오른손 엄지 지문과 동일하다는 것이 밝혀졌다. 그녀는 그 후 아들들의 살인을 자백했다. 이것은 지문 분석을 사용하여 해결된 최초의 살인 사건이었다.
콜카타에서는 1897년 총독회의가 지문을 범죄 기록 분류에 사용해야 한다는 위원회 보고서를 승인한 후 지문국이 설립되었다. 이 국의 직원인 아지줄 하케와 헴 찬드라 보스는 그들의 상관인 에드워드 헨리 경의 이름을 딴 지문 분류 시스템의 주요 개발에 기여한 것으로 인정받는다.

### 20세기
프랑스 과학자 폴-장 쿨리에르는 아이오딘 훈증을 이용하여 표면의 잠재 지문을 종이로 옮기는 방법을 개발했다. 이를 통해 런던 스코틀랜드 야드는 1901년부터 지문을 이용하여 개인을 식별하고 범죄자를 파악하기 시작했다. 곧이어 미국 경찰서들도 동일한 방법을 채택했으며, 지문 감식은 미국에서 표준 관행이 되었다. 1902년 셰퍼 사건은 지문 증거를 기반으로 한 살인범의 첫 식별, 체포, 유죄 판결 사례이다. 알퐁스 베르티용은 치과 의사의 아파트에서 절도 후 치과 의사의 직원이 사망한 채 발견된 사건에서 파손된 유리 진열장에서 발견된 지문을 통해 이전에 체포되어 지문이 보관되어 있던 도둑이자 살인범인 셰퍼를 식별했다. 법정에서는 지문이 진열장이 파손된 후에 찍힌 것이 증명될 수 있었다.
미국에서는 20세기 초부터 법집행을 위한 지문 식별이 필수적으로 여겨졌다. 지문을 이용한 시신 감식은 인위적인 재해와 자연재해 이후에도 가치 있는 것으로 입증되었다. 미국에서 연방수사국 (FBI)은 현재 5,100만 명이 넘는 범죄 기록 대상자와 150만 명이 넘는 민간 (비범죄) 지문 기록을 보유하고 있는 지문 식별 시스템 및 데이터베이스인 통합 자동 지문 식별 시스템 (IAFIS)을 관리하고 있다. OBIM, 이전 U.S. VISIT은 2억 6천만 명이 넘는 개인 신분을 가진 미국 정부의 가장 큰 생체 인식 식별자 저장소를 보유하고 있다. 2004년에 배치되었을 때, 이 저장소는 자동 생체 인식 식별 시스템 (IDENT)으로 알려져 있었으며, 두 손가락 기록 형태로 생체 인식 데이터를 저장했다. 2005년부터 2009년 사이에 미국 국토안보부는 IAFIS와의 상호 운용성을 확립하기 위해 십지 기록 표준으로 전환했다.

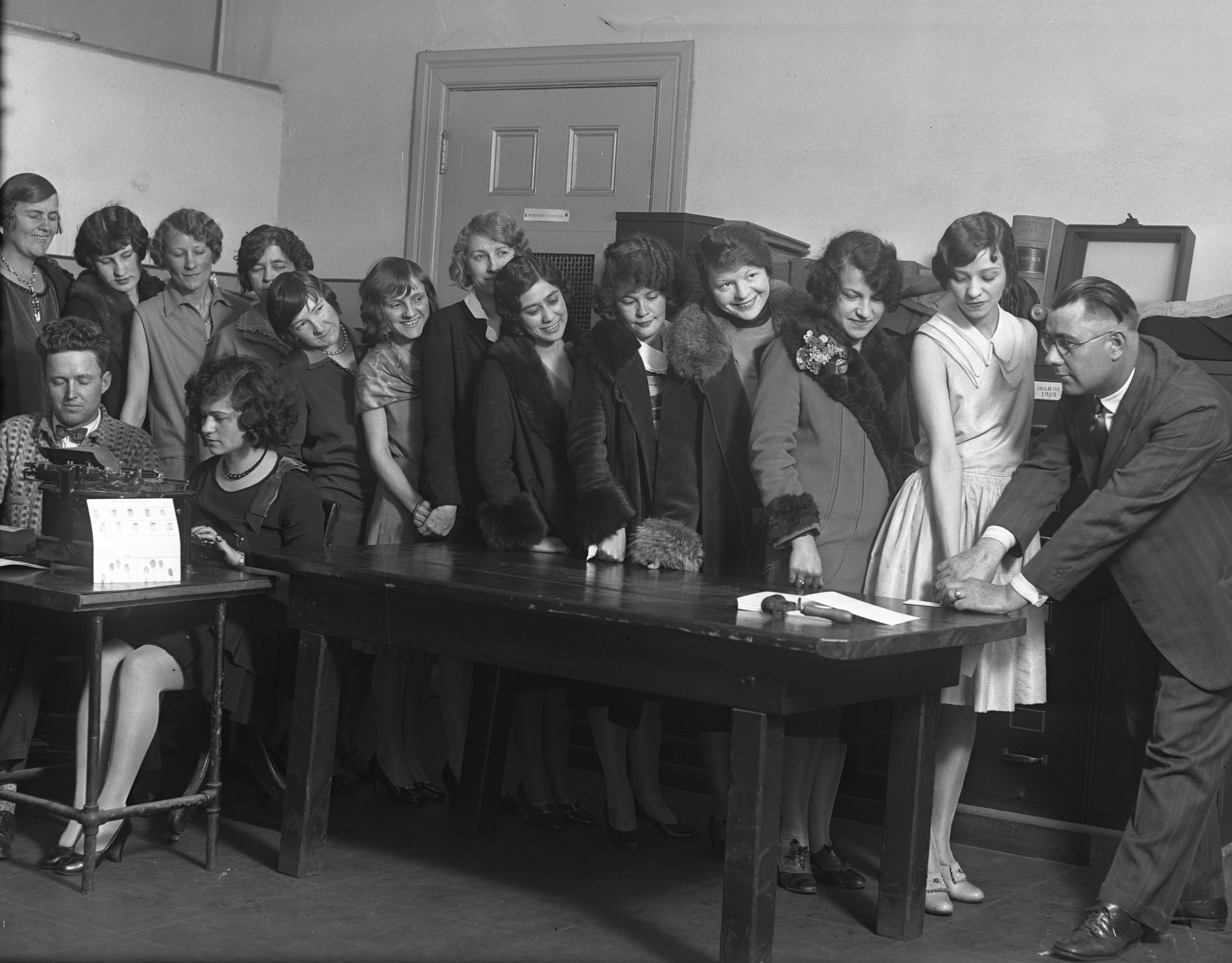
1928년 로스앤젤레스 경찰국의 여성 사무직 직원들이 지문 채취 및 사진 촬영을 하고 있는 모습

1910년, 에드몽 로카르는 프랑스에 최초의 법과학 연구소를 설립했다. 범죄자들은 지문을 남기지 않기 위해 장갑을 착용할 수 있다. 그러나 장갑 자체도 사람의 지문만큼이나 독특한 흔적을 남길 수 있다. 장갑 지문을 채취한 후, 법집행 기관은 이를 증거로 수집한 장갑이나 다른 범죄 현장에서 수집한 지문과 대조할 수 있다. 많은 사법관할권에서 범죄를 저지르는 동안 장갑을 착용하는 행위 자체가 불완전범죄로 기소될 수 있다.

## 학교에서의 지문 활용
비정부 기구 (NGO)인 프라이버시 인터내셔널은 2002년 영국 내 수만 명의 학령기 아동이 학부모의 동의나 인지 없이 학교에서 지문 채취를 당하고 있다고 경고 발표했다. 같은 해, 미국 교도소 및 독일군에서 사용되는 기술과 유사한 기술을 사용하는 공급업체 마이크로 라이브러리 시스템즈는 영국 전역의 350개 학교가 도서관 카드 대신 이러한 시스템을 사용하고 있다고 추정했다. 2007년에는 3,500개 학교가 이러한 시스템을 사용하고 있는 것으로 추정되었다. 영국 데이터 보호법 1998에 따라 영국 학교는 그러한 관행을 허용하기 위해 학부모의 동의를 구할 필요가 없다. 지문 채취에 반대하는 학부모는 학교를 상대로 개별적인 불만을 제기할 수 있을 뿐이다. 계속해서 추구하는 불만에 대한 응답으로, 2010년 유럽 연합 집행위원회는 해당 관행의 비례성과 필요성, 그리고 사법적 구제책의 부재에 대해 '상당한 우려'를 표명하며, 해당 관행이 유럽 연합 데이터 보호 지침을 위반할 수 있음을 시사했다.
2007년 3월, 영국 정부는 11세에서 15세 사이의 모든 아동의 지문을 채취하여 새로운 여권 및 ID 카드 계획의 일환으로 정부 데이터베이스에 추가하는 것을 고려하고 있었으며, 사생활 보호 문제로 인한 반대를 허용하지 않았다. 채취된 모든 지문은 미해결 범죄 90만 건의 지문과 교차 확인될 예정이었다. 예비 내무장관 데이비드 데이비스는 이 계획을 "불길한" 것으로 불렀다. 자유민주당 내무담당 대변인 닉 클레그는 "영국 국민의 등 뒤에서 감시 국가를 건설하려는 의지"를 비판했다. 영국의 교육부 장관 아도니스 남작은 학교 출석 및 학교 급식과 학교 도서관 접근을 추적하기 위해 학교에서 지문을 사용하는 것을 옹호했으며, 영국 상원에 아동의 지문이 학부모의 동의를 받아 채취되었으며 아동이 학교를 떠나면 파기될 것이라고 안심시켰다. 영국 정부에 학교에서 생체 인식을 사용하는 것에 대해 이해 관계자와 완전하고 공개적인 협의를 실시할 것을 촉구하는 조기 동의안은 85명의 영국 의회 의원의 지지를 얻었다 (조기 동의안 686). 2010년 5월 보수당과 자유민주당 연립정부가 영국에서 수립된 후, 영국 ID 카드 제도는 폐지되었다.
수많은 선도적인 IT 보안 전문가들은 학교에서 기존의 생체 인식 템플릿을 사용하는 것에 대해 심각한 보안 문제를 제기했으며, 그 중 한 명은 "학교에서 '기존 생체 인식'을 사용하기 시작하는 것은 시기상조"라는 의견을 표명했다. 생체 인식 시스템 공급업체들은 자사 제품이 독서 능력 향상, 점심 시간 대기 시간 단축, 수익 증대와 같은 이점을 학교에 제공한다고 주장한다. 그러나 이러한 주장을 뒷받침할 독립적인 연구는 제시하지 않는다. 한 교육 전문가는 2007년에 다음과 같이 썼다: "나는 학교에서 생체 인식 기술을 사용하는 것이 아동의 건강한 식습관을 증진하거나 독서 능력을 향상시킨다는 어떤 종류의 출판된 연구도 찾을 수 없었다... 그러한 주장에 대한 증거는 전혀 없다."
오타와 경찰은 자녀가 납치될 것을 우려하는 부모에게 자녀의 지문을 채취할 것을 권고했다.

## 지문 없음 또는 훼손
매우 드문 의학적 상태인 무지문증은 지문의 부재를 특징으로 한다. 이 질환을 앓는 사람들은 손가락 끝, 손바닥, 발가락, 발바닥이 완전히 매끄럽지만, 다른 의학적 징후나 증상은 없다. 2011년 연구에 따르면 무지문증은 SMARCAD1 단백질의 부적절한 발현으로 인해 발생한다. 이 질환은 연구자들에 의해 이민 지연 질환이라고 불렸는데, 이는 선천적으로 지문이 없어서 해당 개인이 여행 중 신원을 증명하는 데 지연이 발생하기 때문이다. 2011년 현재 이 질환을 가진 가족은 5가족만이 알려져 있다.
나겔리-프란체스케티-야다손 증후군과 피부 색소 침착 증후군을 앓는 사람들도 지문이 없다. 이 두 가지 희귀 유전 증후군은 얇고 부서지기 쉬운 머리카락과 같은 다른 징후 및 증상도 나타낸다.

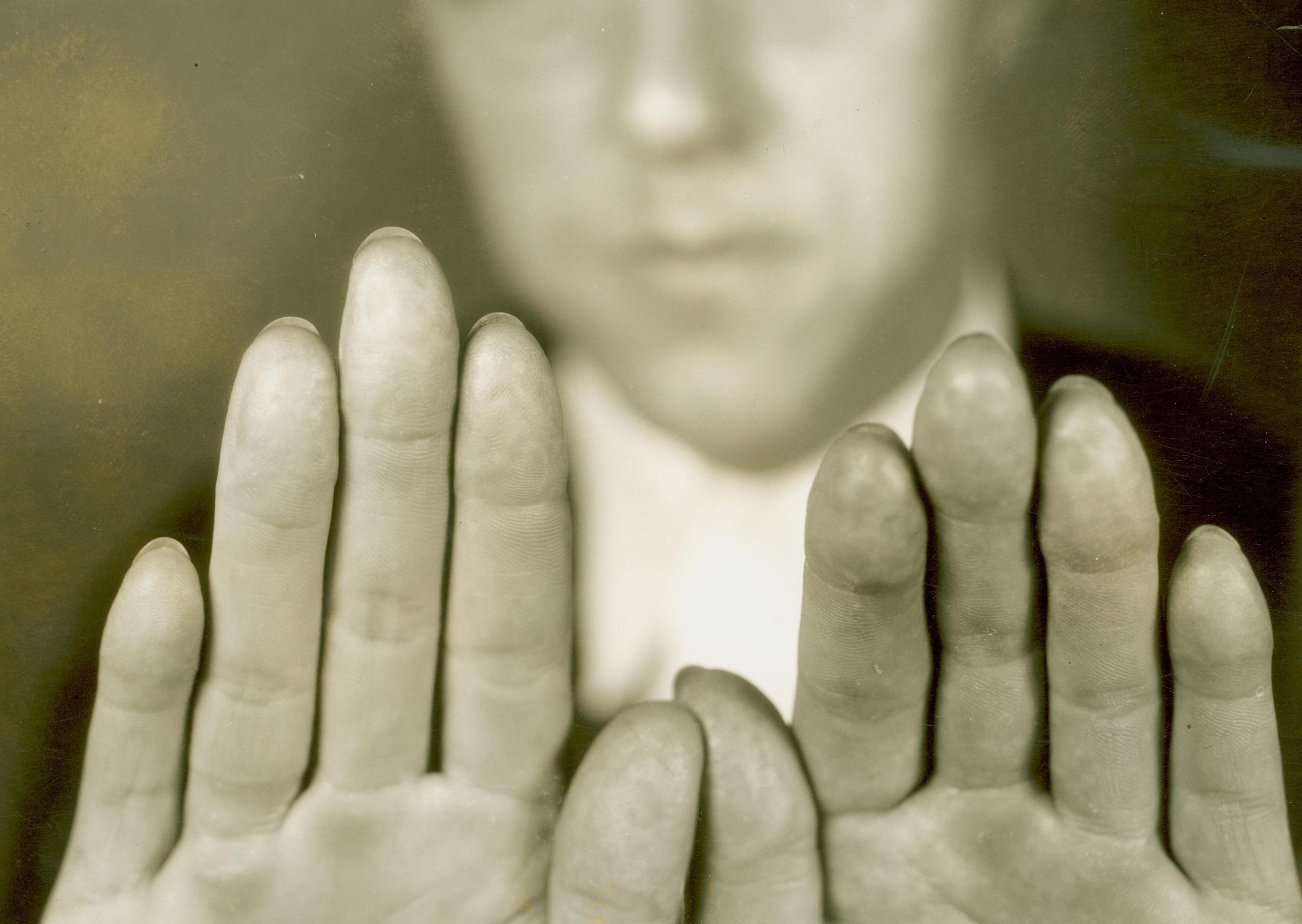
범죄자 알빈 카피스는 1933년에 지문을 외과적으로 제거했다.

항암제 카페시타빈은 지문 상실을 유발할 수 있다. 벌 쏘임으로 인한 손가락 부기 등은 경우에 따라 일시적으로 지문을 사라지게 할 수 있지만, 부기가 가라앉으면 다시 나타난다.
피부의 탄력성이 나이가 들면서 감소하기 때문에 많은 노인들은 지문을 채취하기 어렵다. 능선이 두꺼워지고, 능선 상단과 골 하단 사이의 높이가 좁아져 돌출부가 줄어든다.
지문은 영구적으로 지울 수 있으며, 이는 범죄자들이 유죄 판결 가능성을 줄이는 데 잠재적으로 사용될 수 있다. 지문 지우기는 단순히 손가락 끝을 태우거나 산을 사용하거나 성형외과와 같은 고급 기술을 포함하여 다양한 방법으로 달성할 수 있다. 존 딜링거는 산으로 손가락을 태웠지만, 이전 체포 시와 사망 시 채취된 지문은 거의 완전하게 서로 관련성을 보였다.

## 지문 확인

능선 끝

분기

짧은 능선 (점)

지문은 그래픽 능선 및 골 패턴으로 캡처될 수 있다. 지문은 고유성과 영속성 때문에 2000년대에 가장 널리 사용되는 생체인식 식별자로 부상했다. 자동 지문 확인 시스템은 법집행의 요구를 충족시키기 위해 개발되었으며, 민간 분야에서도 그 사용이 확산되었다. 그러나 신뢰할 수 있는 자동 지문 확인은 여전히 어려운 과제였고 패턴 인식 및 영상 처리 분야에서 광범위하게 연구되었다. 지문의 고유성은 능선과 골의 전체적인 패턴, 또는 미세 지문 특징으로 알려진 논리적 능선 불연속성에 의해 확립될 수 있다. 2000년대에는 미세 지문 특징이 지문에서 가장 구별되고 신뢰할 수 있는 특징으로 간주되었다. 따라서 미세 지문 특징의 인식은 자동 지문 확인의 가장 일반적인 기반이 되었다. 자동 지문 확인에 가장 널리 사용되는 미세 지문 특징은 능선 끝과 능선 분기점이었다.

### 패턴
지문 능선의 세 가지 기본 패턴은 아치형, 루프형, 소용돌이형이다:
- 아치형: 능선이 손가락 한쪽에서 들어와 중앙에서 호를 형성하며 위로 올라간 다음 손가락의 다른 쪽으로 나간다.
- 루프형: 능선이 손가락 한쪽에서 들어와 곡선을 형성한 다음 동일한 쪽으로 나간다.
- 소용돌이형: 능선이 손가락 중심점을 중심으로 원형을 이룬다.

과학자들은 가족 구성원들이 종종 동일한 일반적인 지문 패턴을 공유한다는 것을 발견했으며, 이는 이러한 패턴이 유전된다는 믿음으로 이어졌다.

### 지문 특징
지문 능선의 특징, 즉 미세 지문 특징은 다음과 같다:
- 능선 끝: 능선이 갑자기 끝나는 지점
- 분기: 단일 능선이 두 개로 갈라지는 지점
- 짧은 능선 또는 독립 능선: 시작하여 짧은 거리를 이동한 후 끝나는 능선
- 아일랜드 또는 점: 짧은 능선 또는 능선 끝 내부에 있는 단일의 작은 능선으로, 다른 능선과 연결되지 않은 것
- 레이크 또는 능선 폐쇄: 단일 능선이 분기하여 짧은 시간 후 다시 합쳐져 단일 능선으로 계속되는 형태
- 스퍼: 더 긴 능선에서 짧은 능선이 갈라져 나오는 분기
- 브리지 또는 교차: 두 개의 평행한 능선 사이에 이어지는 짧은 능선

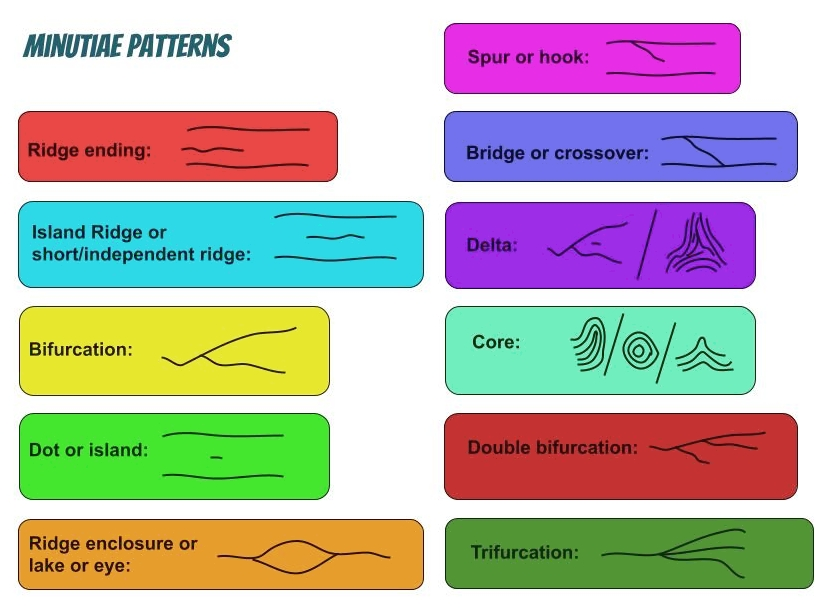

- 델타: Y자형 능선이 만나는 지점
- 코어: 능선 패턴의 중심점

## 지문 센서
지문 센서는 지문 패턴의 디지털 이미지를 캡처하는 데 사용되는 전자 장치이다. 캡처된 이미지는 라이브 스캔이라고 불린다. 이 라이브 스캔은 디지털로 처리되어 생체 인식 템플릿(추출된 특징들의 모음)을 생성하며, 이는 저장되어 일치 검사에 사용된다. 광학, 정전용량, RF, 열, 압저항, 초음파, 압전기, MEMS 등 다양한 테크놀로지가 사용되어 왔다.
- 광학 스캐너는 디지털 카메라를 사용하여 지문의 시각적 이미지를 촬영한다.
- 정전용량 또는 CMOS 스캐너는 콘덴서와 전류를 사용하여 지문 이미지를 형성한다.
- 초음파 지문 스캐너는 고주파 음파를 사용하여 피부의 표피(외피) 층을 투과한다.
- 열 스캐너는 지문 능선과 골 사이의 접촉 표면에서 온도 차이를 감지한다.

### 가전제품 로그인 인증

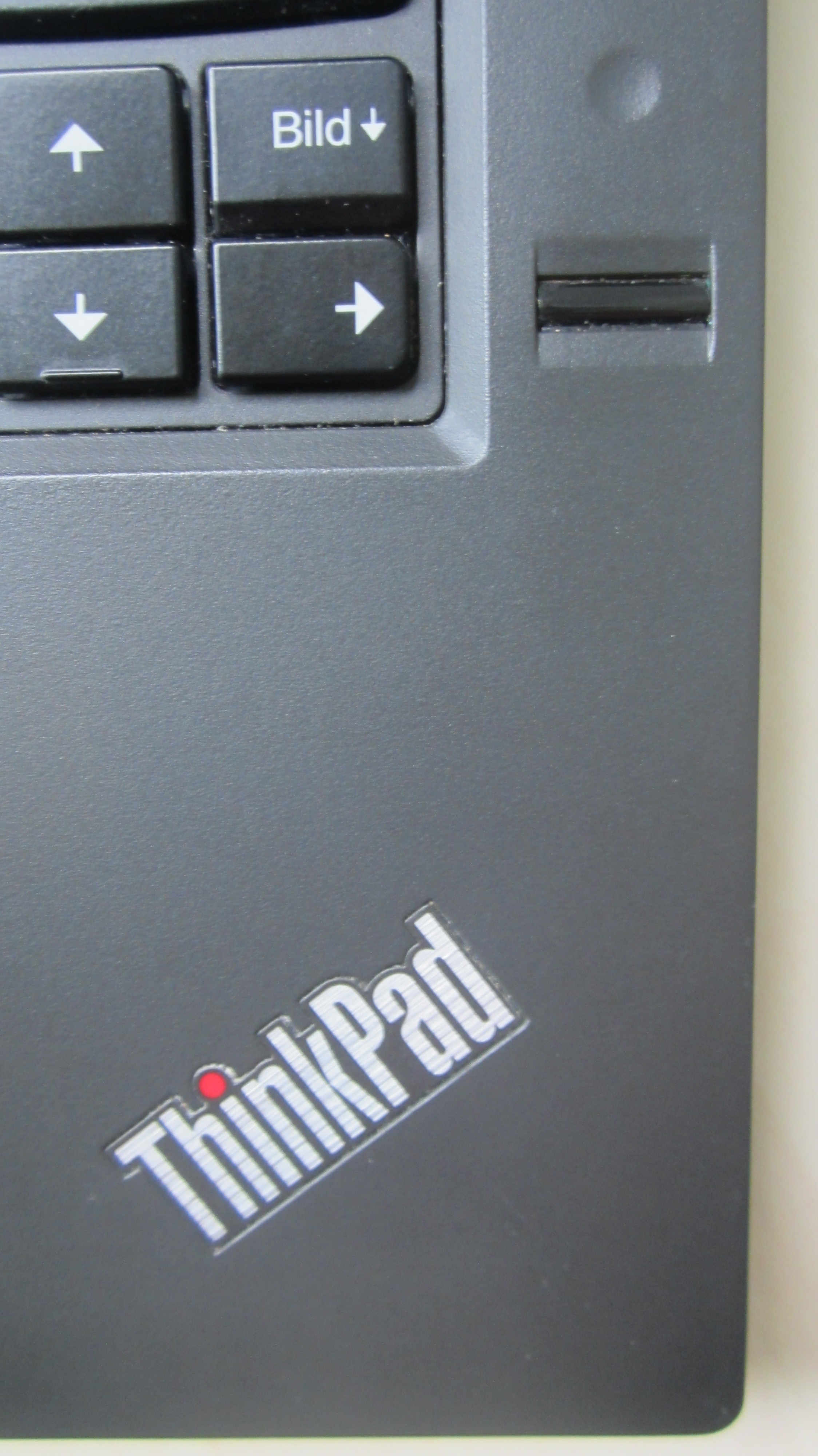
2013년 출시된 레노버 씽크패드 T440p의 지문 센서

2000년부터 전자 지문 판독기가 소비자 전자제품 보안 애플리케이션으로 도입되었다. 지문 인식 센서는 컴퓨터 사용자의 로그인 인증 및 식별에 사용될 수 있다. 그러나 일부 덜 정교한 센서는 젤로 만든 가짜 지문과 같은 상당히 간단한 속임수에 취약하다는 것이 밝혀졌다. 2006년, 지문 센서는 랩톱 시장에서 인기를 얻었다. 씽크패드, VAIO, HP 파빌리온 및 엘리트북 랩톱 등 랩톱에 내장된 센서는 스크롤 휠처럼 문서 스크롤을 위한 모션 센서 역할도 한다.
지문 인식을 휴대폰에 통합한 최초의 스마트폰 제조업체 중 두 곳은 2011년 아토리움 4G를 출시한 모토로라와 2013년 9월 10일 아이폰 5S를 출시한 애플이었다. 한 달 후, HTC는 지문 인식이 포함된 원 맥스를 출시했다. 2014년 4월, 삼성은 홈 버튼에 지문 센서를 통합한 갤럭시 S5를 출시했다.
아이폰 5S 모델 출시 후, 2013년 9월 21일 독일 해커 그룹은 유리 표면에서 지문을 촬영하고 그 이미지를 인증에 사용하여 애플의 새로운 Touch ID 지문 센서를 우회했다고 발표했다. 이 그룹의 대변인은 다음과 같이 말했다: "우리는 이것이 사람들이 지문 생체 인식에 대해 가지고 있는 환상을 마침내 종식시키기를 바랍니다. 바꿀 수 없고 매일 어디에나 남기는 것을 보안 토큰으로 사용하는 것은 분명히 어리석은 일입니다." 2015년 9월, 애플은 아이폰 6S에 아이폰 홈 버튼에 새로운 버전의 지문 스캐너를 포함했다. Touch ID 지문 스캐너의 사용은 선택 사항이었고 화면 잠금 해제 또는 모바일 앱 구매 비용 결제용으로 구성할 수 있었다. 2015년 12월부터, 100달러짜리 UMI Fair와 같이 지문 인식을 지원하는 더 저렴한 스마트폰이 출시되었다. 삼성은 2014년에 중급 A 시리즈 스마트폰에 지문 센서를 도입했다.
2017년까지 휴렛팩커드, 에이수스, 화웨이, 레노버, 맥북 프로 등에서 랩톱에 지문 판독기를 사용하고 있었다. 시냅틱스는 SecurePad 센서가 이제 OEM들이 자사의 랩톱에 내장할 수 있도록 제공된다고 밝혔다. 2018년, 시냅틱스는 자사의 디스플레이 내 지문 센서가 새로운 비보 X21 UD 스마트폰에 탑재될 것이라고 발표했다. 이는 별도의 센서가 아닌 전체 터치스크린 디스플레이에 통합된 최초의 대량 생산 지문 센서였다.

## 알고리즘
매칭 알고리즘은 인증을 위해 이전에 저장된 지문 템플릿과 후보 지문을 비교하는 데 사용된다. 이를 위해 원본 이미지를 후보 이미지와 직접 비교하거나 특정 기능을 비교해야 한다.

### 전처리
전처리는 필터링 및 불필요한 노이즈 제거를 통해 이미지의 품질을 향상시킨다. 미세 특징 기반 알고리즘은 8비트 회색조 지문 이미지에서만 효과적이다. 이는 8비트 회색조 지문 이미지가 능선은 1, 골은 0 값을 갖는 1비트 이미지로 변환할 때 기본적인 기반이 되기 때문이다. 이 과정을 통해 향상된 윤곽선 감지가 가능하여 지문이 고대비로 나타나며, 능선은 검은색으로, 골은 흰색으로 강조된다. 입력 이미지의 품질을 더욱 최적화하려면 두 가지 단계가 더 필요하다: 미세 특징 추출 및 거짓 미세 특징 제거. 미세 특징 추출은 능선의 중복 픽셀을 제거하는 능선 얇기 알고리즘을 적용하여 수행된다. 결과적으로 얇아진 지문 이미지의 능선은 추가 작업 수행을 용이하게 하기 위해 고유 ID로 표시된다. 미세 특징 추출 후에는 거짓 미세 특징 제거가 수행된다. 잉크 양 부족 및 능선 간 교차 연결은 지문 인식 과정의 부정확성을 초래하는 거짓 미세 특징을 유발할 수 있다.

### 패턴 기반 (또는 이미지 기반) 알고리즘
패턴 기반 알고리즘은 이전에 저장된 템플릿과 후보 지문 사이의 기본 지문 패턴 (아치, 소용돌이, 루프)을 비교한다. 이를 위해서는 이미지를 동일한 방향으로 정렬할 수 있어야 한다. 이를 위해 알고리즘은 지문 이미지의 중심점을 찾아 그곳에 집중한다. 패턴 기반 알고리즘에서 템플릿은 정렬된 지문 이미지 내의 패턴 유형, 크기 및 방향을 포함한다. 후보 지문 이미지는 템플릿과 그래픽으로 비교되어 일치 정도를 결정한다.

## 다른 종에서
다른 일부 동물들도 고유한 지문을 진화시켰는데, 특히 등반이나 젖은 물체를 잡는 생활 방식과 관련된 동물들이 그렇다. 여기에는 고릴라와 침팬지 같은 많은 영장류, 호주 코알라, 북아메리카 피셔와 같은 수생 포유류 종이 포함된다. 한 연구에 따르면, 전자 현미경으로도 코알라와 인간의 지문을 구별하는 것은 상당히 어려울 수 있다.

## 소설 속에서

### 마크 트웨인
마크 트웨인의 회고록 《미시시피 강의 생활》(1883)은 주로 작가의 강 위에서의 시간을 다루지만, 그의 후기 삶의 일부도 기록하고 있으며, 그에게 들려주었다고 하는 이야기와 일화들도 포함한다. 그 중에는 살인자가 엄지 지문으로 식별되는 복잡하고 멜로드라마적인 살인 사건 이야기가 있다. 트웨인의 1893년 소설 《푸덴헤드 윌슨》은 지문 식별이 핵심이 되는 법정 드라마를 담고 있다.

### 범죄 소설
범죄 소설에서 지문의 사용은 실제 탐지에서의 사용과 보조를 맞추어 왔다. 아서 코난 도일 경은 그의 유명한 탐정 셜록 홈즈가 등장하는 단편 소설을 썼는데, 지문이 핵심적인 역할을 한다. "노우드 건축업자 사건"은 1894년을 배경으로 한 1903년 단편 소설로, 피 묻은 지문의 발견이 홈즈가 진짜 범인을 밝혀내고 의뢰인을 석방하는 데 도움이 된다.
영국의 추리 소설 작가 R. 오스틴 프리맨의 첫 번째 손다이크 소설 《붉은 엄지 자국》은 1907년에 출판되었으며, 금고 안에 다이아몬드 소포와 함께 종이에 남겨진 피 묻은 지문을 다룬다. 이 지문은 다이아몬드가 도난당한 후 지문이 종이의 지문과 일치하는 피고인을 변호하는 손다이크 박사가 이끄는 의료 법률 조사의 중심이 된다.

### 영화 및 텔레비전
TV 시리즈 보난자 (드라마)(1959-1973)에서 중국인 캐릭터 홉 싱은 지식 지문을 사용하여 리틀 조를 살인 혐의에서 벗어나게 한다.
1997년 영화 맨 인 블랙에서 요원 J는 MIB 기관이 요원의 신분을 삭제하기 위해 필요하다고 판단한 금속 공에 손을 대어 열 손가락의 지문을 제거해야 했다.
2009년 SF 영화 콜드 솔즈에서 운반책은 공항 보안 검색대를 좌절시키기 위해 라텍스 지문을 착용한다. 그녀는 단순히 가발과 라텍스 지문을 바꾸는 것만으로 신분을 바꿀 수 있다.

## 같이 보기
- 아드하르
- 카드 리더 § 생체인식, 접근 제어의 생체인식 기술
- 아이 베인 인식
- 지문 확인 대회
- 발자국
- 홍채 인식
- 의료 초음파 검사
- 압전기
- 셜리 맥키, 오인된 지문
- 지문 (컴퓨팅)